# Richard Grenville (général)
Le général Richard Grenville (6 juillet 1742 - 22 avril 1823) est un officier supérieur de l'armée britannique et un homme politique qui siège à la Chambre des communes de 1774 à 1780. 

## Biographie
Il est le deuxième fils de James Grenville et le frère jumeau de James Grenville (1er baron Glastonbury). Il fréquente le collège d'Eton de 1754 à 1758 et, en 1759, il entre dans l'armée, en tant qu'enseigne des Grenadier Guards.
Il obtient le grade de capitaine en 1760 en créant une compagnie indépendante. Le 7 mai 1761, il est muté dans une compagnie du South Wales Borderers. Il sert dans les campagnes de 1761 et 1762 en Allemagne, en tant qu'aide de camp de John Manners (marquis de Granby). En 1772, il achète une compagnie dans les Coldstream Guards et, en 1776, il accompagne la brigade des Guards en Amérique. Le 19 février 1779, il reçoit le grade de colonel, le 20 novembre 1782, celui de major général, le 21 avril 1786, colonel à vie du Royal Welch Fusiliers et, le 3 mai 1796, le rang de lieutenant général. En 1798, il est nommé commandant de la garnison de Plymouth en l'absence du gouverneur et, le 1er janvier 1801, il est promu général. 
Il est élu député de Buckingham, aux côtés de son frère jumeau James aux élections générales britanniques de 1774. Ses activités militaires semblent l'avoir empêché de faire beaucoup de contributions au Parlement. Que ce soit par son choix ou à l'instigation de Lord Temple, il ne se représente pas en 1780.
Il dirige l'établissement du prince Frédéric d'York à Hanovre de 1781 à 1787 environ, puis occupe les fonctions de contrôleur et de maître de la maison du duc d'York de 1788 à 1823.
Il est décédé célibataire en 1823. 